# Orli Wald
Pour les articles homonymes, voir Wald.
Orli Wald (1er juillet 1914 - 1er janvier 1962) est une membre de la résistance allemande au nazisme. Elle est arrêtée en 1936, inculpée de haute trahison, passe quatre ans et demi dans une prison pour femme avant d'être mise « Schutzhaft » (détention préventive) dans plusieurs camps de concentration nazis jusqu'en 1945, année de son évasion. 
Elle travaille à l'infirmerie d'Auschwitz-Birkenau et, pour avoir aidé les prisonniers juifs et les autres, elle est surnommée « l'Ange d'Auschwitz ». Après la guerre, Wald déclare des problèmes physiques liés à ses années de détention. Elle est également en proie à la dépression, incapable de faire face à ses souvenirs des camps et fait de nombreuses tentatives de suicide. Elle écrit des récits sur ses expériences dans le but de surmonter le passé, mais meurt à l'âge de 47 ans dans un hôpital psychiatrique. 

## Jeunesse
Wald est née Aurelia Torgau à Bérelles, rue de Cousolre, près de Maubeuge en France, sixième enfant d'un couple franco-allemand, Marie née Molitor et August Torgau. Son père, ouvrier qualifié, trouve du travail en France en tant que mécanicien de locomotive mais la Première Guerre mondiale éclate quelques semaines après la naissance de Wald et la famille est internée. 
Bien que son père soit maintenu en détention jusqu'en 1919, sa mère et ses enfants sont forcées de quitter la France. Ils partent alors au Luxembourg, mais sont là encore forcés de déménager et finissent par emménager à Trèves, en Allemagne, en 1916. Après sa libération, August Torgau rejoint sa famille, où il devient actif dans le mouvement communiste. Wald termine ses études dans la ville, puis effectue un apprentissage de commis de vente. Dans les années 1920, elle intègre la Ligue des jeunes communistes d'Allemagne (KJVD), tout comme ses frères Fritz et Wilhelm, appelé Willi. 

## Époque nazie
Après l'arrivée des nazis au pouvoir en 1933, elle entre dans la résistance politique et introduit clandestinement des pamphlets éducatifs en Allemagne. Cette activité mène à son arrestation en 1934, mais le manque de preuves lui permet d'être libérée et elle reprend ses activités. 
En 1934, elle épouse un travailleur de la construction et membre des KJVD, Friedrich-Wilhelm (Fritz) Reichert, mais le mariage ne dure que six mois. Reichert, qui se tourne vers le nazisme en devenant membre des Sturmabteilung (SA), demande la séparation en 1936. En juin, la cellule de résistance de Orli Wald est démantelée et inculpée de haute trahison, une accusation passible d'exécution. Ces arrestations font peut-être suite à une dénonciation de son ex-époux. 
Le 21 décembre 1936, à 22 ans, elle est condamnée à quatre ans et demi de travaux forcés et est emprisonnée le même jour à la prison pour femmes de Ziegenhain. Là, elle reste quatre ans, dont trois en isolement. Sa mère fait plusieurs demandes de grâce, en vain. 
Reichert divorce officiellement en 1939 au motif qu'il est « connu des nazis » et membre des SA. En 1940, alors qu’elle a purgé sa peine, Wald, alors connue sous le nom d’Orli Reichert, n’est pas libérée, mais envoyée au camp de concentration de Ravensbrück en "détention préventive", car considérée comme constituant un danger pour le Troisième Reich. On lui fait porter le "triangle rouge", la désignant comme prisonnière politique. Dans le camp, elle rencontre Margarete Buber-Neumann avec qui elle devient amie. En mars 1942, elle est transférée à Auschwitz sous le matricule 502. Elle est alors envoyée travailler à l'infirmerie et tombe malade l'hiver suivant. Voyant sa situation désespérée, elle tente de se suicider avec des somnifères, mais les autres prisonnières la sauvent. En 1943, elle devient Lagerälteste, ce qui lui permet d’aider d’autres prisonniers. À l'infirmerie dirigée par Josef Mengele, elle a été témoin de nombreux crimes nazis, notamment des nouveau-nés tués par des médecins par des injections de phénol, tandis que les mères sont envoyées à la chambre à gaz ; les "sélections" où les médecins choisissent les personnes malades pour être gazées ainsi que les expérimentations médicales nazies. En tant que Lagerälteste, elle doit parfois assister Mengele lors des sélections tout en réussissant à sauver des prisonniers derrière le dos de celui-ci.   
Wald continue à travailler pour la résistance allemande, même en prison. Elle risque sa vie pour aider à sauver des prisonniers dont Adélaïde Hautval, ce qui lui vaut le surnom d'« Ange d'Auschwitz ». Elle survit à la marche de la mort entre Auschwitz et Ravensbrück en janvier 1945 puis celle jusqu'au camp de concentration de Malchow, dont elle s'échappe avec un groupe de femmes en avril 1945. Elle est retrouvée par des soldats soviétiques qui la violent,.

## Après la Seconde Guerre mondiale

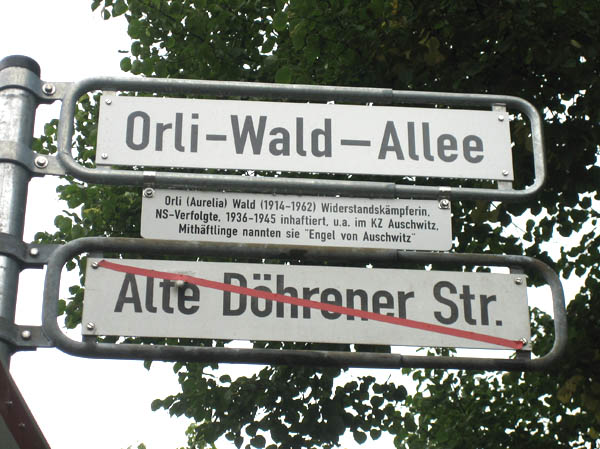
Route nommée en son honneur au cimetière de Hanovre où elle est enterrée.

En raison de son emprisonnement, elle ne peut abandonner son nom de femme mariée, Reichert qui lui a été demandé pour recevoir le Haftentschädigung (indemnité financière pour l'emprisonnement) et, plus tard, une aide gouvernementale destinée à faire face aux coûts médicaux croissants résultant de son emprisonnement. 
Elle rencontre Eduard Wald (en) après la guerre dans le sanatorium Carl von Ossietzky, alors dirigé par l'Association des persécutés du régime nazi à Sülzhayn, en Thuringe dans les montagnes du Harz. Il est également un ancien combattant de la résistance allemande et ancien prisonnier de la prison de Brandebourg-Görden. Ils se marient en novembre 1947 et déménagent à Hanovre. Elle et son mari, qui devient par la suite politicien et syndicaliste, combattent la stalinisation du Parti socialiste unifié d’Allemagne et rejoignent les sociaux-démocrates. 
Wald écrit de brèves histoires biographiques pour tenter de surmonter les expériences traumatisantes vécues dans les camps de concentration. Jusqu'à sa mort, elle souffre physiquement et mentalement des conséquences de son emprisonnement. En plus des souvenirs qu'elle ne peut pas oublier, elle ne supporte plus d'entendre de la musique, qui lui rappelait l'orchestre d'Auschwitz. Succombant à la dépression, elle tente de se suicider à de nombreuses reprises et finit par devenir dépendante de ses médicaments. Après avoir été programmée pour témoigner lors des procès de Francfort-Auschwitz, elle tombe en dépression et meurt à l'âge de 47 ans dans une clinique psychiatrique d'Ilten, près de Hanovre,.

## Héritage
Une petite rue dans le quartier de Wettbergen à Hanovre a été nommée Reicherthof. Des parents et des amis se sont opposés au nom de la rue, qui est celui de son premier mari, probablement responsable de son arrestation. 
En conséquence, en 2007, la ville de Hanovre renomme la rue près du cimetière d’Engesohde, où elle est enterrée. Le 23 février 2007, une stolperstein portant le nom Orli Torgau-Wald est déposée à Trèves.

## Publications
- (de) Hermann Langbein et Ella Lingens-Reiner, Auschwitz. Zeugnisse und Berichte, Cologne, Europäische Verlagsanstalt, 1979 (ISBN 3-434-00411-4), « Das Taschentuch », p. 105-108